# Николай Кириллович Лейнинген-Романов
Николай Кириллович Лейнинген-Романов (до православного крещения Принц Карл Эмих Николаус Фридрих Герман цу Лейнинген, нем. Karl Emich Nikolaus Friedrich Hermann Prinz zu Leiningen; 12 июня 1952, Аморбах, Германия) — старший сын 7-го князя Лейнингенского Эмиха II, до своего второго (морганатического) брака считавшийся его наследником, старший брат нынешнего главы медиатизированного дома Лейнингенов Андреаса, 8-го князя Лейнингенского. Является внуком Великой княжны Марии Кирилловны, старшей дочери российского великого князя Кирилла Владимировича, провозгласившего себя в 1924 году императором Кириллом I, двоюродного брата Николая II. Его покойный отец был четвероюродным братом королевы Елизаветы II.
По заявлению Монархической партии РФ он — первоочередной претендент на престол Российских императоров в соответствии с Основными государственными законами Российской Империи, допускающими занятие престола при переходе претендента в православие. 1 июня 2013 года Карл-Эмих с супругой Изабеллой Эглофштайн принял православие и с этого времени использует имя Никола́й Кири́ллович Рома́нов и титул «князь императорской крови». В апреле 2014 партия объявила о восшествии Николая Кирилловича на престол под именем Императора Николая III и образовании суверенного государства, ныне известного как Романовская Империя. Это стало возможным, так как Николай не признаёт брак Владимира Кирилловича и Леониды Георгиевны равнородным.

## Семья и потеря права первородства
Состоял в браке три раза. От каждой супруги имеет по ребёнку.
- 1984: Маргарита, принцесса Гогенлоэ-Эринген (28.04.1960 — 29.02.1989). Равнородный брак (хотя по материнской линии она принадлежала к семье магнатов, основателей Siemens AG). Погибла в автокатастрофе. В браке родилась дочь Сесилия (р. 1988).
- С 1991: баронесса Габриела Тиссен (род. в 1963). Этот брак лишил его звания наследника в доме Лейнингенов (см. ниже) и де-юре места в линии наследования британской короны, так как невеста была католичкой[19][20]. В 1998 г. развелись[21], и последняя вышла замуж за главу исмаилитов, принца Ага-хана IV, с которым также развелась[22]. В браке родилась дочь Тереза (р. 1992).
- С 2007: графиня Изабелла фон Эглофштайн, наследница медиатизированного рода графов Паппенхайм (в православии — принцесса Екатерина Фёдоровна Лейнинген-Романова). В браке родился сын Эмих, принц Лейнингенский (р. 2010).

Когда он женился на баронессе из семейства промышленников, знаменитых стальных магнатов Тиссенов, в семье разразился скандал. Отец принца князь Эмих Кирилл цу Лейнинген посчитал брак старшего сына морганатическим и лишил его прав на будущее главенство в Лейнингенском доме, но при этом он не утратил титул принца Лейнингенского; его место в качестве Главы Дома занял его младший брат Андрей (Андреас).
В 1998 году инициировал суд с родственниками Лейнингенами по поводу лишения его наследства из-за второго брака. Во владении семьи — около 15 000 га земли, дворец в баварском Аморбахе, замок Waldleiningen, 7000 гектаров леса в Канаде, остров вблизи Ивисы, 5000 акров на ферме в Намибии и промышленные холдинги — «более 150 миллионов марок» («Шпигель» описывает ситуацию в обзорной статье о проблемах немецких принцев с семейным наследием в XXI веке). Однако в итоге в 2000 году Конституционный суд Германии отклонил его апелляцию и постановил, что завещание его отца (изменённое за 3 недели до смерти от рака) всё равно является законным. Его второй брак, пусть к этому времени уже разорванный, нарушил семейный указ Лейнингенов 1897 года, предусматривающий, что члены дома могут вступать только в равнородные браки.
По его мнению, старший неморганатический (РИД считает неморганатической и Леониду Георгиевну) потомок российского императора Александра II по линии своей бабушки, Великой Княгини Марии Кирилловны, в браке княгини Лейнингенской, старшей дочери «императора в изгнании» Кирилла Владимировича. Также является родственником и потомком британской королевы Виктории: III князь Лейнингенский Карл (1804—1856) — её единоутробный брат, а бабушка Николая Кирилловича Мария Кирилловна — её правнучка по линии матери, Виктории Фёдоровны, принцессы Великобританской. Карл-Эмих 159, а его трое детей имеют № 160—162 в очереди на британскую корону. С точки зрения Основных государственных законов Российской империи (статьи 35 и 36), после перехода в православие стал действительным претендентом на российский престол. Как указывают историки[кто?], его родственники считаются «обладающими правом на престол Российской Империи в I очередь» в связи с родством с Марией Кирилловной.

## Претендент на российский престол
Вопрос о наследовании престола является предметом многолетних споров и исследований в среде многочисленных потомков Романовых и сообщества русских монархистов, которые допускают восстановление в России монархии как государственного устройства. Известна фигура тёти Николая Кирилловича Марии Владимировны Романовой, которая с 1992 года считает себя главой Российского императорского дома и в этом качестве посещает многочисленные официальные мероприятия в современной Российской Федерации. Многие монархисты[значимость факта?] не согласны с её главенством в связи с тем, что вопрос о законности и статусе брака её родителей спорен. Вместе с тем, многие признают право на главенство в Доме Романовых её отца Владимира Кирилловича, скончавшегося в 1992 году, так как его законное и династическое происхождение считается признанным, и соответствующим требованиям Основных государственных законов Российской Империи.
С этой точки зрения, императорский дом в 1992 году угас, и Мария Владимировна его наследницей не стала, так как её мать Леонида Георгиевна имеет, по законам, недостаточно знатное происхождение. Такой позиции придерживается и Монархическая партия Российской Федерации — единственная в России легитимная партия монархического толка со времён свержения монархии[значимость факта?]. Право принца Лейнингенского на наследование российского престола в случае принятия им православия признает современный исследователь русского монархизма Е. В. Алексеев, который подчёркивает: «Создаётся впечатление, что данный вопрос крайне запутан и неоднозначен. Вовсе нет. Просто надо чётко следовать букве и духу закона, а не пытаться их подстраивать в угоду своим политическим пристрастиям или околонаучным концепциям».
В июне 2021 года было опубликовано первое публичное интервью Князя Николая Кирилловича на русском языке, в котором он разъяснил свою политическую и гражданскую позицию и рассказал некоторые детали истории своей семьи.